# Пайор Сергій Євгенович
Сергій Євгенович Пайор (рос. Сергей Евгеньевич Пайор; 29 червня 1984, м. Омськ, СРСР) — російський хокеїст, нападник. Виступає за «Кубань» (Краснодар) у Вищій хокейній лізі. 
Вихованець хокейної школи «Авангард» (Омськ). Виступав за «Авангард» (Омськ), «Енергія» (Кемерово), ХК «Липецьк», «Нафтовик» (Леніногорськ), «Сибір» (Новосибірськ), «Автомобіліст» (Єкатеринбург), «Мечел» (Челябінськ), «Трактор» (Челябінськ). 